# Darius Washington
Darius Myron Washington Jr. (* 6. Dezember 1985 in Winter Park, Florida) ist ein US-amerikanisch-nordmazedonischer Basketballspieler. Der 1,88 Meter große Point Guard spielte in der Saison 2007/08 kurzzeitig für die San Antonio Spurs. Seit 2013 steht er bei Olin Edirne Basket in der Türkei unter Vertrag.

## Spielerkarriere

### College
Darius Washington spielte für die Memphis Tigers Collegebasketball, nachdem er von der Edgewater High School in Orlando (Florida) kam. Als Freshman konnte er 15,4 Punkte, 3,8 Assists und 1,7 Steals pro Spiel verzeichnen und wurde zum Conference USA Freshman of the Year gewählt. Er führte Memphis in seiner zweiten Collegesaison in die Elite Eight (Viertelfinale) des NCAA-Turniers von 2006, wo man gegen den späteren Titelgewinner UCLA verlor. Daraufhin wurde er mit einer All-America Honorable Mention bedacht.

### Profikarriere
Am 25. April 2006 stellte er sich für die NBA Draft 2006 zur Verfügung, unterschrieb bei einem Agenten und verzichtete damit auf seine letzten zwei Collegejahre. Allerdings wurde er dann nicht von einem NBA-Team gewählt.
Er versuchte trotzdem, in die NBA zu kommen. Er spielte bei einigen Clubs in Try-outs vor (zum Beispiel bei den Dallas Mavericks, für die er in fünf Preseasonspielen 4,4 Punkte im Schnitt erzielen konnte), erhielt allerdings keinen Saisonvertrag. Er wurde später von den Austin Toros von der NBA D-League gedraftet. Er entschied sich allerdings dafür, nach Griechenland zu AOK Saloniki zu gehen. In sieben Spielen für PAOK machte Darius durchschnittlich 11,0 Punkte, 3,1 Rebounds, und 2,0 Steals. Außerdem bestritt er noch sieben ULEB-Cup-Partien, in denen er 10,6 Punkte pro Spiel erzielen konnte. Später in der Saison 2006/07 wechselte er in die tschechische NBL-Liga zu CEZ Nymberk, wo er in 26 Spielen 12,8 Punkte, 3,2 Rebounds, 3,1 Assists und 2,0 Steals verzeichnen und die Mannschaft zur nationalen Meisterschaft führen konnte.
Am 2. Oktober 2007 wurde Washington von den San Antonio Spurs in ihren Trainingscamp-Kader aufgenommen. Dort setzte er sich in der Preseason etwas überraschend gegen den Rookie Marcus Williams durch, der in der NBA Draft 2007 von den Spurs in der zweiten Runde gewählt wurde. In sieben Preseasonspielen (in einem stand er sogar in der Starformation der Spurs) machte er durchschnittlich 9,3 Punkte, 3,0 Rebounds und 3,4 Assists. Darius Washington stand damit im 15-Mann-Kader der Spurs für die NBA-Saison 2007/08.
Nachdem Washington 15 Spiele für die Spurs bestritten hatte, wurde er am 29. November von den Spurs zu den Austin Toros in die NBA Development League geschickt. Im ersten Spiel für die Toros erzielte Darius 32 Punkte, 12 Rebounds und 5 Assists beim 114:109 Sieg über die Sioux Falls Skyforce. Am 8. Dezember konnte Darius gegen die Tulsa 66ers das erste triple-double seiner Profikarriere verzeichnen. Er machte 26 Punkte, 10 Rebounds und 10 Assists. Er startete alle vier Spiele für die Toros, führte die D-League mit 28,2 Punkten an und erzielte im Schnitt 8,5 Rebounds, 6,2 Assists und 2,0 Steals in 38,5 Minuten pro Spiel.
Am 13. Dezember wurde er von den Spurs wieder in die NBA geholt, die zu diesem Zeitpunkt einige Verletzungsprobleme hatten, bevor er am 21. Dezember nach nur drei Spielen wieder zu den Toros geschickt wurde. In der D-League bestritt er noch zwei Spiele, bis Darius Washington am 28. Dezember dann jedoch von San Antonio entlassen wurde. In insgesamt 18 Spielen für die Spurs in der NBA machte Darius 2,9 Punkte und 1,1 Rebounds in 8,1 Minuten.
Am 5. Januar 2008 unterzeichnete Washington einen Vertrag in der griechischen Liga bei PAOKs Stadtrivalen Aris Saloniki.
2008 absolvierte Washington für die Milwaukee Bucks einige Spiele in der Summer League. Am 26. September 2008 kam er in das Trainingslager der Chicago Bulls. Nach zwei absolvierten Preseason-Spielen wurde er am 20. Oktober jedoch von den Bulls wieder entlassen. Daraufhin wechselte er in die russische Superleague zu Ural Great Perm, die in der Saison 2008/09 auch im ULEB Eurocup antraten. Anschließend stand er für eine Saison bei Galatasaray Café Crown unter Vertrag.
In den folgenden Jahren war er bei weiteren Vereinen auf der ganzen Welt tätig (siehe Infobox).

## Mazedonische Nationalmannschaft
Darius Washington erhielt 2008 die mazedonische Staatsbürgerschaft. 2009 spielte er für die mazedonische Basketballnationalmannschaft.